# Massacre dos Inocentes (Rubens)
Le Massacre des Innocents, em português O Massacre dos Inocentes ou ainda O Massacre dos Santos Inocentes, é um célebre e importante óleo sobre madeira do artista barroco Peter Paul Rubens, datado de 1636-1638.

## A obra
Com ínfimos pormenores e detalhes contemplou Rubens a maioria das suas pinturas. Esta em questão - notável trabalho do artista -, compila esse ponto com um tema muito patente em todo o percurso artístico de Rubens: a religião. Cenas bíblicas como esta foram retratadas pormenorizadamente pelo criador maior do rococó, sem falta de imaginação ou criatividade, sem nada repetir. Verdadeiras obras-primas, fartas tanto de história como de monumental consideração, entre elas figura O Massacre dos Inocentes.
O terrível massacre relatado por São Mateus é uma das mais tardias obras-primas de Rubens. A acção desenrola-se entre três distintos grupos e uma mística figura central, sem grupo definido. Soldados possuídos pela fúria e pela implacável impiedade tomam um templo, cujos crentes lutam pela vida, plenos de terror e desespero. Personagens celestes assistem, tristes, a toda a batalha.
Merecem também reparo a brilhante voluptuosidade da composição e virtuosismo técnico na plasticidade dos trajes das personagens, que mais volume exigem. Nome maior do rococó, Rubens não se esqueceu de conferir à tela toda a experiência que adquiriu em Itália, a par de François Boucher, seu contemporâneo, a nível do levante estilo arquitectónico monumental greco-romano, que estudou em pormenor. Estas técnicas são ambas muito patentes na obra de Rubens, embora a última seja menos notável que a primeira, que se encontra patente em todas as obras do pintor estabelecido na Flandres.
Hoje a pintura notável conserva-se na Antiga Pinacoteca, em Munique, Alemanha.
É amplamente considerada como uma demonstração dos aprendizados do artista durante a sua estadia em Itália entre 1600 e 1608, onde observou em primeira mão as obras de pintores barrocos italianos como Caravaggio. Essas influências são vistas nesta pintura através do puro drama e dinamismo emotivo da cena, bem como do uso de cores ricas. Há também evidências do uso de claro-escuro. Também utilizou figuras écorché - estátuas anatômicas com a pele removida - para estudar como o corpo era feito.

## Outra versão

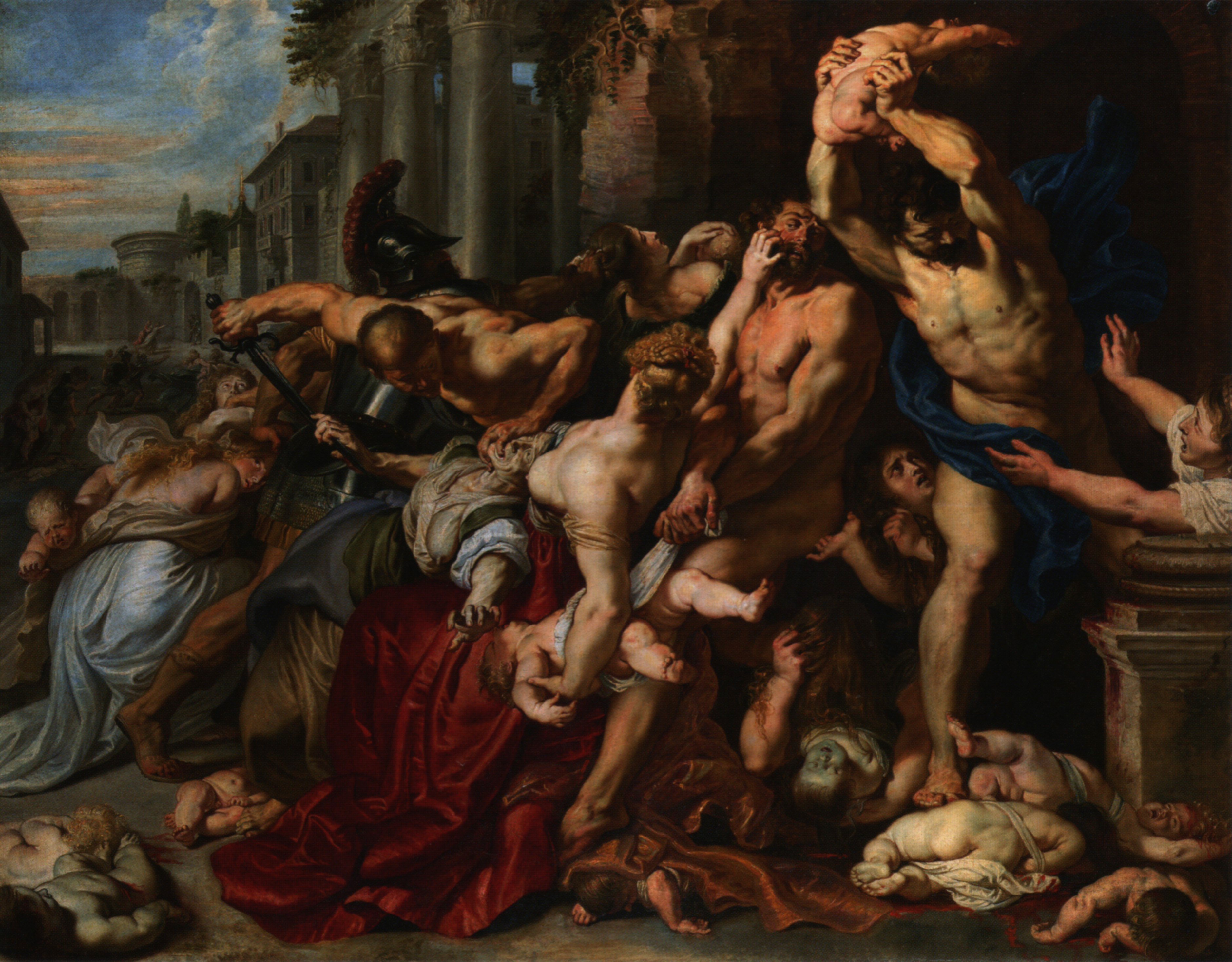
Massacre dos Inocentes.
Por Peter Paul Rubens (1611/12), atualmente na Galeria de Arte de Ontário, em Ontário.

Uma obra anterior de Rubens sobre o mesmo tema está preservada na Galeria de Arte de Ontário, em Toronto.